# رود کیسو
رود کیسو رودی است به خلیج ایسه می‌ریزد. این رود از کشور ژاپن می‌گذرد. طول آن ۲۲۹ کیلومتر (۱۴۲ مایل) است.